# فتيات لا زوجات
فتيات لا زوجات هي مُنظمة عالمية غير حكومية ومهمتها هي إنهاء زواج القاصرات في جميع أنحاء العالم. تم إنشائها من قبل منظمة الشيوخ لتمكين مجموعات صغيرة من جميع أنحاء العالم لمعالجة وإيجاد حلول لهذه القضية المشتركة التي تخص الزاوج المبكر للقاصرات.
وفقاً لعام 2017، أكثر من 700 منظمة في أكثر من 85 دولة أعضاء في شراكة فتيات لا زوجات. وأقل من عشرة في المئة من أعضاء الشراكة هم منظمات عالمية. وثلاثة وستون بالمئة منهم يُركزون علي أعمالهم في مجتماعتهم.
عملت منظمة فتيات لا زوجات علي أن تضع أهداف زواج القاصرات في أهداف الأمم المتحدة للتنمية المستدامة لعام 2030.
تعمل منظمة فتيات لا زوجات جانباً إلي جانب الحكومات لتطوير وتنفيذ ورصد إستراتيجيات لوضع حد لإنهاء زواج القاصرات علي مستوي البلاد. حيث أن المشاركة في المعلومات تُساعد علي مكافحة زواج القاصرات وزيادة الوعي العام لزواج القاصرات التي تُعد الأهداف الرئيسية للشراكات الوطنية التي لديهم مع بنغلاديش، غانا، موزمبيق، هولندا، نيبال، اوغندا، المملكة المتحدة والولايات الأمريكية.

## التاريخ
بدأت منظمة فتيات لا زوجات من قبل منظمة الشيوخ في عام 2011 كنوع من التعاون مع المنظمات الأخري للعمل معناً علي إنهاء زواج القاصرات. في أكتوبرعام2013، سُجلت منظمة فتيات لا زوجات كمؤسسة خيرية مستقلة في إنجلترا وويلز.

## الإهداف والإستراتيجيات
في إطار أهدافها في العمل علي إنهاء زواج القاصرات، تنوي منظمة فتيات لا زوجات علي العمل مع المنظمات الأخري لتسهيل تحقيق نفس الهدف. وتركز الطرق التي يعتزمون بها لمكافحة زواج القاصرات علي المشاركة في المعلومات من خلال المُناقشة وزيادة الوعي في المتجمعات إيان كان المستوي سواء (محلي أو وطني أو دولي).
رَكزت منظمة فتيات لا زوجات أهدافهن وإستراتيجياتهن في الفترة ما بين عامي 2017 -2020 علي ست فئات وهم: الحكومة، العالمية، المجتمع، التمويل، التعليم، والشراكة. حيث أن الأهداف الحكومية ركزت علي تعزيز التقدم الوطني في البلدان ذات الإنتشار المُرتفع في مُعدل زواج القاصرات. كما قامت منظمة فتيات لا زوجات بتحويل أهدافهن العالمية من ضمان الإلتزامات لمعالجة مشكلة زواج القاصرات إلي ضمان تنفيذ هذه الإلتزامات بدعم من المؤسسات الدولية والإقليمية. وتمحورت الأهداف المجتمعية لمنظمة فتيات لا زوجات علي أهمية النهج التي تقودها المجتمعات المحلية وتأثير المنظمات المجتمعية. وتَعتزم أهداف فتيات لا زوجات للتمويل إلي تسليط الضوء علي الموارد المخصصة في الميزانيات وضمان الزيادة للمنظمات المتجمعية. اما الهدف الأخير للمنظمة فهو يُركز علي التُعلم والبحث في زواج القاصرات وآثاره ومشاركة المعلومات وأستخدامها في منع القرار.